# 9 Podlaska Dywizja Piechoty Armii Krajowej

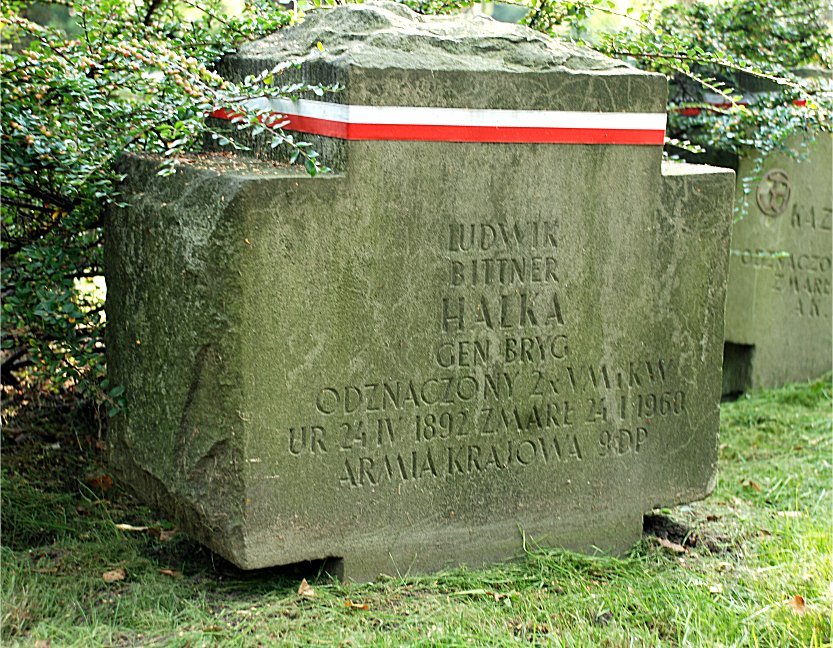
Mogiła gen. Ludwika Bittnera na Powązkach

9 Podlaska Dywizja Piechoty AK – jedna z dywizji piechoty w strukturze organizacyjnej Okręgu Lublin oraz częściowo Obszaru Warszawskiego Armii Krajowej.
Zgodnie z założeniami planu Burza wyrażonymi w rozkazie z września 1942, oddziały partyzanckie miały zostać odtworzone na podstawie Ordre de Bataille Wojska Polskiego sprzed 1 września 1939 roku.
Dowódcą dywizji był gen. Ludwik Bittner ps. „Halka”.

## Struktura organizacyjna
W skład 9 DP AK weszły:
- 22 pułk piechoty AK;
- 34 pułk piechoty AK,
- 35 pułk piechoty AK.